# Randolph Bresnik
Randolph James Bresnik (Fort Knox, 11 september 1967) is een Amerikaans ruimtevaarder. In 2004 werd hij door NASA geselecteerd als astronaut. In 2006 voltooide hij zijn training.
Bresnik’s eerste ruimtevlucht was STS-129 met de spaceshuttle Atlantis en vond plaats op 16 november 2009. De shuttle nam de EXPRESS Logistics Carrier 1 en 2 mee naar het Internationaal ruimtestation ISS. Tijdens deze missie maakte hij twee ruimtewandelingen.
In juli 2017 begon Bresnik aan ISS-Expeditie 52 en ISS-Expeditie 53. Hij verbleef zo'n vijf maanden aan boord van het ruimtestation. Tijdens deze missie maakte hij drie ruimtewandelingen, waardoor zijn totaal op vijf staat.